# Тавариш, Томаш
Тома́ш Фра́нку Тава́риш (порт. Tomás Franco Tavares; европейский португальский: [tuˈmaʃ taˈvaɾɨʃ]; род. 7 марта 2001, Пениши) — португальский футболист, защитник.

## Клубная карьера

### «Бенфика» (Лиссабон)
Тавариш — воспитанник академии столичного клуба «Бенфика», в которую пришёл в 2010 году и прошёл все ступени в лиссабонском клубе. В сезоне 2017/18 стал чемпионом страны в юношеской команде в турнире среди игроков до 17 лет, где сыграл 26 матчей и забил три мяча. 2 июля 2018 года в возрасте 17 лет он подписал свой первый профессиональный контракт с «Бенфикой» на три года. В сезоне 2018/19 выступал за «Бенфику U-19» в Юношеской лиге УЕФА, где провёл шесть матчей и забил один мяч. Летом 2019 года, для получения игровой практики, Томаш начал выступать за вторую команду «орлов». 23 августа 2019 года в матче против «Оливейренсе» (2:1) он дебютировал в Сегунда лиге, выйдя в стартовом составе.
В сентябре 2019 года капитан «Бенфики» Андре Алмейда получил травму, после чего главный тренер клуба Бруну Лажи, под руководством которого Тавариш играл в «Бенфике B», перевёл его в основной состав. 25 сентября 2019 года года в матче 1-го тура группового этапа Лиги чемпионов против немецкого «РБ Лейпциг» (1:2) Тавариш дебютировал за основной состав клуба, выйдя в стартовом составе. Свой первый матч в Сангриш лиге провёл 28 сентября в 7-м туре против «Витории Сетубал» (1:0), выйдя на замену на 78-й минуте вместо Андре Алмейды. Всего в сезоне 2019/20 за клуб провёл 25 матчей во всех турнирах и стал серебряным призёром чемпионата Португалии. 1 августа 2020 года вместе с «Бенфикой» стал финалистом Кубка Португалии, уступив «Порту» (1:2), но весь матч провёл на скамейке запасных. В 2020 году был в числе ста претендентов на вручаемую лучшему молодому футболисту Европы награду «Golden Boy». С приходом в клуб Жоржи Жезуша в сезоне 2020/21, Тавариш потерял место в составе и начал сезон во второй команде «Бенфики», проведя три матча.

### «Алавес» и «Фаренсе»
3 октября 2020 года Тавариш на правах аренды перешёл в испанский «Алавес» до конца сезона 2020/21. 31 октября в матче 8-го тура против «Барселоны» (1:1) он дебютировал в Ла Лиге, выйдя на замену на 58-й минуте вместо Эдгара. 15 января 2021 года «Алавес» расторг договор аренды и Тавариш вернулся в «Бенфику», всего за клуб он провёл пять матчей во всех турнирах. 18 января 2021 года Тавариш был арендован до конца сезона 2020/21 португальским клубом «Фаренсе», выступающим в Примейра-лиге. 30 января в матче 16-го тура против «Тонделы» (0:2) он дебютировал за новую команду, выйдя в стартовом составе и на 68-й минуте был заменён на Брайана Мансилью. Всего за клуб провёл 18 матчей, «Фаренсе» не смог сохранить прописку в высшем дивизионе и вылетел в Сегунда лигу, а Томаш вернулся в расположение «Бенфики».

### «Базель»
31 августа 2021 года Тавариш на правах аренды перешёл в швейцарский «Базель» до конца сезона 2021/22 с правом последующего выкупа. 12 сентября в матче 6-го тура против «Лугано» (1:1) он дебютировал в швейцарской Суперлиге, выйдя на 62-й минуте вместо Михаэля Ланга. 26 сентября в поединке против «Цюриха» (3:1) Томаш забил свой первый мяч за «Базель». 8 мая 2022 года в матче 33-го тура чемпионата Швейцарии против «Лозанны» (0:0) Тавариш получил травму и был заменён на 39-й минуте матча, после проведённого обследования, был выявлен разрыв передней крестообразной связки и мениска левого колена. Всего в сезоне 2021/22 провёл за «Базель» во всех турнирах 28 матчей, забил один мяч и сделал шесть голевых передач, стал серебряным призёром чемпионата Швейцарии. После завершения аренды вернулся в «Бенфику» и продолжал восстановление от полученной травмы.

### «Спартак» (Москва)
24 января 2023 года перешёл в московский «Спартак», заключив контракт до 30 июня 2026 года с опцией продления на год. Тавариш стал первым португальским игроком в истории клуба. Дебютировал за «Спартак» 22 февраля 2023 года в первом матче 1/4 финала Кубка России против московского «Локомотива» (1:0), выйдя на 87-й минуте вместо Даниила Денисова. Первый матч в чемпионате России провёл 4 марта 2023 года против «Урала» (2:2), выйдя на 60-й минуте вместо Даниила Хлусевича. Первый мяч за «Спартак» забил 19 апреля 2023 года в матче 1/2 финала пути регионов Кубка России против «Акрона» (1:2) на 78-й минуте матча с передачи Антона Зиньковского. Всего в сезоне 2022/23 провёл за клуб 18 матчей во всех турнирах, забил один мяч и стал бронзовым призёром чемпионата России. В июне 2023 года, на сборе молодёжной сборной Португалии, получил разрыв крестообразной связки колена. 3 июля 2023 года успешно перенёс операцию на колене. Впервые после травмы попал в заявку «Спартака» 10 марта 2024 года в матче 20-го тура чемпионата России против «Факела» (0:2), а впервые вышел на поле 13 апреля 2024 года в матче 24-го тура чемпионата России против «Сочи» (0:1), заменив на 79-й минуте Леона Классена. Всего в сезоне 2023/24 провёл за «Спартак» четыре матча во всех турнирах.
23 июля 2024 года был арендован австрийским клубом ЛАСК до 30 июня 2025 года. Дебютировал за клуб 1 сентября 2024 года в матче 5-го тура чемпионата Австрии против «Вольфсберга» (1:5), проведя на поле весь первый тайм. 8 января 2025 года в пресс-службе ЛАСКа сообщила, что клуб намерен расторгнуть договор аренды Тавариша со «Спартаком», также он не был включён в состав на тренировочный сбор. Всего за ЛАСК провёл четыре матча во всех турнирах. 15 января 2025 года «Спартак» и Тавариш расторгли контракт по соглашению сторон. В составе «Спартака» защитник принял участие в 22 матчах и забил один мяч.

### АВС САД
21 января 2025 года на правах свободного агента стал игроком португальского клуба АВС САД, подписав контракт до конца сезона 2024/25. Дебютировал за клуб 1 февраля 2025 года в матче 20-го тура чемпионата Португалии против «Витории Гимарайнш» (2:0), выйдя в стартовом составе. Всего за АВС САД в сезоне 2024/25 провёл 12 матчей. После завершения сезона покинул клуб.

## Карьера в сборной
Тавариш регулярно вызывался в сборные Португалии различных возрастов. В 2018 году в составе юношеской сборной Португалии до 17 лет принял участие в юношеском чемпионате Европы в Англии. На турнире он сыграл в матчах против сборных Норвегии (0:0), Словении (4:0) и Швеции (0:1).
В 2019 году в составе юношеской сборной Португалии до 19 лет Тавариш завоевал серебряные медали юношеского чемпионата Европы в Армении. На турнире он сыграл в матчах против команд Италии (3:0), Армении (4:0), Ирландии (4:0) и дважды Испании (1:1 и 0:2).
В 2021 году в составе молодёжной сборной Португалии он участвовал в чемпионате Европы среди молодёжных команд до 21 года в Венгрии и Словении. На турнире принял участие лишь в матче 1/4 финала против молодёжной сборной Италии (5:3), а его сборная дошла до финала, в котором уступила молодёжной сборной Германии (0:1), тем самым завоевав серебряные медали.

## Достижения
Спартак (Москва)
- Бронзовый призёр чемпионата России: 2022/23

## Статистика
| Выступление        | Выступление      | Выступление      | Лига | Лига | Кубки | Кубки | Еврокубки | Еврокубки | Прочие | Прочие | Итого | Итого |
| Клуб               | Лига             | Сезон            | Игры | Голы | Игры  | Голы  | Игры      | Голы      | Игры   | Голы   | Игры  | Голы  |
| ------------------ | ---------------- | ---------------- | ---- | ---- | ----- | ----- | --------- | --------- | ------ | ------ | ----- | ----- |
| Бенфика (Лиссабон) | Примейра-лига    | 2019/20          | 12   | 0    | 6     | 0     | 7         | 0         | —      | —      | 25    | 0     |
| Бенфика (Лиссабон) | Итого            | Итого            | 12   | 0    | 6     | 0     | 7         | 0         | —      | —      | 25    | 0     |
| → Бенфика B        | Сегунда лига     | 2019/20          | 1    | 0    | —     | —     | —         | —         | —      | —      | 1     | 0     |
| → Бенфика B        | Сегунда лига     | 2020/21          | 3    | 0    | —     | —     | —         | —         | —      | —      | 3     | 0     |
| → Бенфика B        | Итого            | Итого            | 4    | 0    | —     | —     | —         | —         | —      | —      | 4     | 0     |
| → Алавес           | Ла Лига          | 2020/21          | 3    | 0    | 2     | 0     | —         | —         | —      | —      | 5     | 0     |
| → Алавес           | Итого            | Итого            | 3    | 0    | 2     | 0     | —         | —         | —      | —      | 5     | 0     |
| → Фаренсе          | Примейра-лига    | 2020/21          | 18   | 0    | —     | —     | —         | —         | —      | —      | 18    | 0     |
| → Фаренсе          | Итого            | Итого            | 18   | 0    | —     | —     | —         | —         | —      | —      | 18    | 0     |
| → Базель           | Суперлига        | 2021/22          | 18   | 1    | 2     | 0     | 8         | 0         | —      | —      | 28    | 1     |
| → Базель           | Итого            | Итого            | 18   | 1    | 2     | 0     | 8         | 0         | —      | —      | 28    | 1     |
| Спартак (Москва)   | Премьер-лига     | 2022/23          | 13   | 0    | 5     | 1     | —         | —         | —      | —      | 18    | 1     |
| Спартак (Москва)   | Премьер-лига     | 2023/24          | 3    | 0    | 1     | 0     | —         | —         | —      | —      | 4     | 0     |
| Спартак (Москва)   | Итого            | Итого            | 16   | 0    | 6     | 1     | —         | —         | —      | —      | 22    | 1     |
| → ЛАСК             | Бундеслига       | 2024/25          | 3    | 0    | 1     | 0     | 0         | 0         | —      | —      | 4     | 0     |
| → ЛАСК             | Итого            | Итого            | 3    | 0    | 1     | 0     | 0         | 0         | —      | —      | 4     | 0     |
| АВС САД            | Примейра-лига    | 2024/25          | 11   | 0    | —     | —     | —         | —         | 1      | 0      | 12    | 0     |
| АВС САД            | Итого            | Итого            | 11   | 0    | —     | —     | —         | —         | 1      | 0      | 12    | 0     |
| Всего за карьеру   | Всего за карьеру | Всего за карьеру | 85   | 1    | 17    | 1     | 15        | 0         | 1      | 0      | 118   | 2     |

1. ↑  Матчи плей-офф чемпионата Португалии.